# MSV Moers
Der Meerbecker Sportverein Moers 13/20 e. V. ist ein Sportverein aus Moers. Der Verein erhielt seinen heutigen Namen im Jahr 1978, als sich der „Rheinkamper Sportverein Meerbeck 13/20 e. V.“ umbenannte. Der RSV Meerbeck entstand 1971 aus dem Zusammenschluss des TuS Meerbeck mit der DJK Meerbeck. Heimspielstätte ist das Rheinpreußen-Stadion in Moers.

## Geschichte

### Gründung bis Zweiter Weltkrieg
Der MSV Moers unterhält die Abteilungen Fußball, Tennis und Breitensport. In der Breitensportabteilung haben sich die unterschiedlichsten Sportler zusammengefunden, unter anderem Gymnastik, Faustball, Turnen, Leichtathletik.
Die Wurzeln des Vereins aus dem Moerser Stadtteil Kolonie Meerbeck gehen zurück bis in das Jahr 1913, als sich die Turnerschaft Meerbeck gründete. Parallel dazu entstanden nach dem Ersten Weltkrieg im Jahr 1919 der Meerbecker Spielverein sowie ein Jahr später die DJK Meerbeck und Vorwärts Meerbeck. Nach der Machtübernahme der Nationalsozialisten 1933 wurde Vorwärts Meerbeck aufgelöst und die meisten Mitglieder schlossen sich der Turnerschaft an. In dieser Zeit geriet auch der Meerbecker SV in arge finanzielle Schwierigkeiten, die mit großer Unterstützung der Zeche Rheinpreußen überwunden wurden. Gleichzeitig kam es 1935 zum Zusammenschluss vom Spielverein mit dem TuS Meerbeck zum „Spielverein Rheinpreußen Meerbeck“. Die Vereinsfarben änderten sich von Schwarz-Rot zu Grün-Weiß. Meerbecker Pokalauftritte in dieser Zeit beschränkten sich zumeist auf Niederlagen in der 1. Hauptrunde des Gaupokals. Von 1940 bis 1942 kam für den TuS Rheinpreußen dreimal in Folge das Erstrundenaus gegen Grün-Weiß Viersen (2:3), TuS Duisburg 48/99 (1:4) und TuS Helene Essen (0:2).

### Nachkriegszeit
| Saison  | Liga                               | Platz |
| ------- | ---------------------------------- | ----- |
| 1970/71 | Bezirksliga Niederrhein (5. Liga)  | 01.   |
| 1971/72 | Landesliga Niederrhein (4. Liga)   | 07.   |
| 1972/73 | Landesliga Niederrhein (4. Liga)   | 02.   |
| 1973/74 | Landesliga Niederrhein (4. Liga)   | 12.   |
| 1974/75 | Landesliga Niederrhein (4. Liga)   | 01.   |
| 1975/76 | Verbandsliga Niederrhein (3. Liga) | 08.   |
| 1976/77 | Verbandsliga Niederrhein (3. Liga) | 03.   |
| 1977/78 | Verbandsliga Niederrhein (3. Liga) | 07.   |
| 1978/79 | Oberliga Nordrhein (3. Liga)       | 14.   |
| 1979/80 | Oberliga Nordrhein (3. Liga)       | 16.   |
| 1980/81 | Verbandsliga Niederrhein (4. Liga) | 16.   |

Unter seinem alten Namen TuS Meerbeck gelang dem Verein in der Saison 1951/52 der Aufstieg in die damals höchste Amateurklasse, die Landesliga Niederrhein. Der Klub verpasste 1956 nach einer Ligenreform die Qualifikation zur neugegründeten Verbandsliga Niederrhein und verblieb für weitere acht Jahre in der Landesliga. Die 60er Jahre waren von wechselhaftem Erfolg gekennzeichnet, Abstiegen aus der Landesliga 1964 und 1969 folgte der baldige Wiederaufstieg. Der Verein trug mittlerweile seine Spiele im Rheinpreußen-Stadion aus, das 1959 vor 25.000 Zuschauern offiziell eingeweiht worden war. Überregionale Auftritte im Westdeutschen Pokal waren 1968 das 0:1 gegen Eintracht Duisburg sowie eine 2:7-Niederlage 1973 gegen Bayer 05 Uerdingen, letztere unter dem neuen Namen RSV Meerbeck. Die bereits erwähnte Fusion der Vereine TuS Meerbeck und DJK Meerbeck erfolgte im Jahr 1971. Dank finanzieller Unterstützung einiger Großsponsoren begann für den neuen Fusionsverein ab 1971 ein überaus erfolgreiches Jahrzehnt. Nach dem Wiederaufstieg dominierte die erste Fußballmannschaft als Spitzenreiter in der Saison 1972/73 lange Zeit die Landesliga und es sah nach einem Durchmarsch in die Verbandsliga Niederrhein aus, doch im Saisonendspurt ging dem Team die Luft aus und Konkurrent Olympia Bocholt errang Meisterschaft und Aufstieg. In der Spielzeit 1974/75 wurde das Ziel Meisterschaft endgültig realisiert und der Verein spielte wieder in der höchsten deutschen Amateurklasse. 1977 verpasste der RSV Meerbeck als Tabellendritter der Verbandsliga die Aufstiegsrunde zur 2. Bundesliga nur knapp und qualifizierte sich ein Jahr darauf für die neugegründete Oberliga Nordrhein.
Es war die Glanzzeit des Moerser Fußballs: Im Rheinpreußenstadion fanden sich zu den Begegnungen mehrere Tausend Zuschauer ein. Gegen Vereine wie Rot-Weiß Oberhausen, 1. FC Bocholt, Bonner SC und Schwarz-Weiß Essen behaupteten sich die Grün-Weißen jedoch nur kurz. Zwei Jahre hielt man sich in der dritthöchsten deutschen Spielklasse, dann folgte einem Abstieg der nächste, hinzu kamen große finanzielle Belastungen. Der Verein verschwand aus dem höherklassigen Amateurfußball, 1988 kam ein handfester Skandal hinzu, als fast die gesamte Landesliga-Mannschaft wegen Zahlungsrückständen zurücktrat. Nach weiteren Abstiegen aus der Landesliga (2005), Bezirksliga (2006) und Kreisliga A (2007) spielte der Verein zwischenzeitlich in der Kreisliga B. In der Saison 2008/09 wurde der MSV Moers Tabellenzweiter und scheiterte nur knapp am Aufstieg, in einem Entscheidungsspiel der Gruppenzweiten unterlag man Concordia Ossenberg mit 0:2. 2013 gelang nach sechs Jahren die Rückkehr in die Kreisliga A, nachdem man sich in der Relegation gegen den SV Büderich und den SV Millingen durchgesetzt hatte. 2016 wurde der MSV Meister der Kreisliga A und stieg in die Bezirksliga auf, aus der man sich 2018 wieder zurückzog.

## Persönlichkeiten
- Werner Pfeifer, Amateurnationalspieler und Ex-Profi des VfB Stuttgart
- Kurt Rettkowski, Ex-Profi des MSV Duisburg
- Wolfgang Figura, Verbandsligatorjäger
- Helmut Sandrock
- Marcus Uhlig, Fußballfunktionär
- Dietmar Schacht, Trainer (2004)